# Saison 2015-2016 des Lakers de Los Angeles
La saison 2015-2016 des Lakers de Los Angeles est la 69e saison de la franchise des "Lakers" (sans compter le Detroit Gems de la saison 1946-1947 dans la NBL) et sa 67e saison en NBA.

## Draft
| Tour | Choix | Joueur           | Poste | Nationalité | Provenance            |
| ---- | ----- | ---------------- | ----- | ----------- | --------------------- |
| 1    | 2     | D'Angelo Russell | PG    | États-Unis  | Buckeyes d'Ohio State |
| 1    | 27    | Larry Nance, Jr. | SF    | États-Unis  | Cowboys du Wyoming    |
| 2    | 34    | Anthony Brown    | SF    | États-Unis  | Cardinal de Stanford  |

## Matchs

### Pré-saison
| Pré-saison Total: 2-4 (Domicile : 2-4 ; Extérieur : 0-0) |

| Match | Date match | Équipe        | Score          | Meilleur marqueur    | Meilleur marqueur   | Meilleur passeur       | Lieux Spectateurs                  | Série |
| ----- | ---------- | ------------- | -------------- | -------------------- | ------------------- | ---------------------- | ---------------------------------- | ----- |
| 1     | 4 octobre  | Utah          | D 71-90        | Louis Williams (14)  | Roy Hibbert (10)    | Louis Williams (4)     | Stan Sheriff Center 10 300         | 0 - 1 |
| 2     | 7 octobre  | Utah          | D 114-117 (OT) | Louis Williams (20)  | Roy Hibbert (11)    | Julius Randle (4)      | Stan Sheriff Center 10 300         | 0 - 2 |
| 3     | 8 octobre  | Toronto       | D 97-105       | Louis Williams (19)  | Jonathan Holmes (6) | Jordan Clarkson (6)    | Citizens Business Bank Arena 8 123 | 0 - 3 |
| 4     | 11 octobre | Maccabi Haïfa | V 126-83       | Kobe Bryant (21)     | Roy Hibbert (16)    | D'Angelo Russell (11)  | Staples Center 14 810              | 1 - 3 |
| 5     | 13 octobre | Sacramento    | D 100-107      | Jordan Clarkson (17) | Roy Hibbert (10)    | Julius Randle (6)      | MGM Grand Garden Arena 11 618      | 1 - 4 |
| 6     | 17 octobre | Golden State  | V 85-70        | Jordan Clarkson (17) | Roy Hibbert (6)     | Marcelinho Huertas (6) | Valley View Casino Center 14 100   | 2 - 4 |
| 7     | 19 octobre | Portland      |                |                      |                     |                        | Staples Center                     | -     |
| 8     | 22 octobre | Golden State  |                |                      |                     |                        | Honda Center                       | -     |

### Saison régulière
| Saisonrégulière Total: 17-65 (Domicile : 12-29 ; Extérieur : 5-36) |

| Match | Date match | Équipe       | Score     | Meilleur marqueur    | Meilleur marqueur  | Meilleur passeur | Lieux Spectateurs        | Série |
| ----- | ---------- | ------------ | --------- | -------------------- | ------------------ | ---------------- | ------------------------ | ----- |
| 1     | 28 octobre | Minnesota    | D 111-112 | Kobe Bryant (24)     | Julius Randle (11) | Roy Hibbert (4)  | Staples Center 18 997    | 0 - 1 |
| 2     | 30 octobre | @ Sacramento | D 114-132 | Jordan Clarkson (22) | Ryan Kelly (6)     | Lou Williams (5) | Sleep Train Arena 17 391 | 0 - 2 |

| Match | Date match   | Équipe         | Score     | Meilleur marqueur            | Meilleur rebondeur                 | Meilleur passeur                       | Lieux Spectateurs                 | Série  |
| ----- | ------------ | -------------- | --------- | ---------------------------- | ---------------------------------- | -------------------------------------- | --------------------------------- | ------ |
| 3     | 1er novembre | Dallas         | D 93-103  | Julius Randle (22)           | Julius Randle (15)                 | Julius Randle (4)                      | Staples Center 18 997             | 0 - 3  |
| 4     | 3 novembre   | Denver         | D 109-120 | Jordan Clarkson (30)         | Tarik Black (8)                    | D'Angelo Russell (6)                   | Staples Center 18 997             | 0 - 4  |
| 5     | 6 novembre   | @ Brooklyn     | V 104-98  | Kobe Bryant (18)             | Hibbert, Randle (7)                | Bryant, Clarkson, Randle, Williams (3) | Barclays Center 17 332            | 1 - 4  |
| 6     | 8 novembre   | @ New York     | D 95-99   | Bryant, Hibbert (18)         | Julius Randle (11)                 | Lou Williams (5)                       | Madison Square Garden 19 812      | 1 - 5  |
| 7     | 10 novembre  | @ Miami        | D 88-101  | Nick Young (17)              | Black, Randle (7)                  | Huertas, Randle, Russell (4)           | American Airlines Arena 19 825    | 1 - 6  |
| 8     | 11 novembre  | @ Orlando      | D 99-101  | Roy Hibbert (15)             | Julius Randle (8)                  | Clarkson, Huertas (5)                  | Amway Center 18 846               | 1 - 7  |
| 9     | 13 novembre  | @ Dallas       | D 82-90   | Jordan Clarkson (21)         | Bass, Randle (10)                  | D'Angelo Russell (5)                   | American Airlines Center 20 260   | 1 - 8  |
| 10    | 15 novembre  | Détroit        | V 97-85   | Bryant, Clarkson (17)        | Bryant, Randle (8)                 | Kobe Bryant (9)                        | Staples Center 18 997             | 2 - 8  |
| 11    | 16 novembre  | @ Phoenix      | D 101-120 | Jordan Clarkson (20)         | Roy Hibbert (6)                    | Roy Hibbert (3)                        | Talking Stick Resort Arena 18 055 | 2 - 9  |
| 12    | 20 novembre  | Toronto        | D 91-102  | Julius Randle (18)           | Julius Randle (12)                 | Kobe Bryant (5)                        | Staples Center 18 997             | 2 - 10 |
| 13    | 22 novembre  | Portland       | D 93-107  | Jordan Clarkson (19)         | Julius Randle (13)                 | D'Angelo Russell (6)                   | Staples Center 18 997             | 2 - 11 |
| 14    | 24 novembre  | @ Golden State | D 77-111  | Nance, Randle, Williams (10) | Black, Bryant, Hibbert, Randle (6) | Metta World Peace (3)                  | Oracle Arena 19 596               | 2 - 12 |
| 15    | 28 novembre  | @ Portland     | D 96-108  | Kobe Bryant (21)             | Hibbert, Randle (6)                | D'Angelo Russell (5)                   | Moda Center 20 019                | 2 - 13 |
| 16    | 29 novembre  | Indiana        | D 103-107 | Clarkson, Young (22)         | Julius Randle (11)                 | Jordan Clarkson (6)                    | Staples Center 18 997             | 2 - 14 |

| Match | Date match   | Équipe          | Score          | Meilleur marqueur     | Meilleur rebondeur        | Meilleur passeur      | Lieux Spectateurs                 | Série  |
| ----- | ------------ | --------------- | -------------- | --------------------- | ------------------------- | --------------------- | --------------------------------- | ------ |
| 17    | 1er décembre | @ Philadelphie  | D 91-103       | Kobe Bryant (20)      | Julius Randle (11)        | D'Angelo Russell (4)  | Wells Fargo Center 20 510         | 2 - 15 |
| 18    | 2 décembre   | @ Washington    | V 108-104      | Kobe Bryant (31)      | Julius Randle (19)        | Lou Williams (4)      | Verizon Center 20 356             | 3 - 15 |
| 19    | 4 décembre   | @ Atlanta       | D 87-100       | Lou Williams (18)     | D'Angelo Russell (10)     | Kobe Bryant (5)       | Philips Arena 19 051              | 3 - 16 |
| 20    | 6 décembre   | @ Détroit       | D 91-111       | Lou Williams (21)     | Julius Randle (11)        | Marcelo Huertas (4)   | The Palace of Auburn Hills 16 394 | 3 - 17 |
| 21    | 7 décembre   | @ Toronto       | D 93-102       | Kobe Bryant (21)      | Julius Randle (11)        | Bryant, Hibbert (4)   | Air Canada Centre 20 163          | 3 - 18 |
| 22    | 9 décembre   | @ Minnesota     | D 122-123 (OT) | D'Angelo Russell (23) | Julius Randle (12)        | Lou Williams (5)      | Target Center 18 076              | 3 - 19 |
| 23    | 11 décembre  | @ San Antonio   | D 87-109       | D'Angelo Russell (24) | Julius Randle (7)         | D'Angelo Russell (6)  | AT&T Center 18 418                | 3 - 20 |
| 24    | 12 décembre  | @ Houston       | D 97-126       | Kobe Bryant (25)      | Julius Randle (10)        | Kobe Bryant (6)       | Toyota Center 18 456              | 3 - 21 |
| 25    | 15 décembre  | Milwaukee       | V 113-95       | Kobe Bryant (22)      | Roy Hibbert (11)          | D'Angelo Russell (7)  | Staples Center 18 997             | 4 - 21 |
| 26    | 17 décembre  | Houston         | D 87-107       | Kobe Bryant (22)      | Julius Randle (10)        | D'Angelo Russell (7)  | Staples Center 18 997             | 4 - 22 |
| 27    | 19 décembre  | @ Oklahoma City | D 78-118       | Lou Williams (20)     | Randle, Russell (7)       | D'Angelo Russell (5)  | Chesapeake Energy Arena 18 203    | 4 - 23 |
| 28    | 22 décembre  | @ Denver        | V 111-107      | Kobe Bryant (31)      | Julius Randle (10)        | Bryant, Williams (5)  | Pepsi Center 19 124               | 5 - 23 |
| 29    | 23 décembre  | Oklahoma City   | D 85-120       | Kobe Bryant (19)      | Bass, Clarkson, Sacre (6) | Marcelo Huertas (4)   | Staples Center 18 997             | 5 - 24 |
| 30    | 25 décembre  | L. A. Clippers  | D 84-94        | D'Angelo Russell (16) | Julius Randle (8)         | Bryant, Clarkson (4)  | Staples Center 18 997             | 5 - 25 |
| 31    | 27 décembre  | @ Memphis       | D 96-112       | Kobe Bryant (19)      | Larry Nance, Jr. (11)     | Clarkson, Russell (3) | FedEx Forum 18 119                | 5 - 26 |
| 32    | 28 décembre  | @ Charlotte     | D 98-108       | Kobe Bryant (20)      | Roy Hibbert (8)           | Lou Williams (7)      | Time Warner Cable Arena 19 632    | 5 - 27 |
| 33    | 30 décembre  | @ Boston        | V 112-104      | Jordan Clarkson (24)  | Julius Randle (12)        | Julius Randle (4)     | TD Garden 18 624                  | 6 - 27 |

| Match | Date match  | Équipe           | Score     | Meilleur marqueur     | Meilleur rebondeur    | Meilleur passeur                      | Lieux Spectateurs              | Série  |
| ----- | ----------- | ---------------- | --------- | --------------------- | --------------------- | ------------------------------------- | ------------------------------ | ------ |
| 34    | 1er janvier | Philadelphie     | V 93-84   | Lou Williams (24)     | Larry Nance, Jr. (14) | Russell, Williams (5)                 | Staples Center 18 997          | 7 - 27 |
| 35    | 3 janvier   | Phoenix          | V 97-77   | Lou Williams (30)     | Larry Nance, Jr. (14) | Jordan Clarkson (7)                   | Staples Center 18 997          | 8 - 27 |
| 36    | 5 janvier   | Golden State     | D 88-109  | Jordan Clarkson (23)  | Julius Randle (9)     | Marcelo Huertas (5)                   | Staples Center 18 997          | 8 - 28 |
| 37    | 7 janvier   | @ Sacramento     | D 115-118 | Kobe Bryant (28)      | Julius Randle (10)    | Bass, Clarkson, Russell (4)           | Sleep Train Arena 17 386       | 8 - 29 |
| 38    | 8 janvier   | Oklahoma City    | D 113-117 | Lou Williams (44)     | Julius Randle (8)     | Kobe Bryant (6)                       | Staples Center 18 997          | 8 - 30 |
| 39    | 10 janvier  | Utah             | D 74-86   | Lou Williams (18)     | Larry Nance, Jr. (11) | Lou Williams (6)                      | Staples Center 18 997          | 8 - 31 |
| 40    | 12 janvier  | New Orléans      | V 95-91   | Lou Williams (19)     | Julius Randle (11)    | Lou Williams (8)                      | Staples Center 18 997          | 9 - 31 |
| 41    | 14 janvier  | @ Golden State   | D 98-116  | Jordan Clarkson (22)  | Julius Randle (9)     | Bryant, Randle, Russell, Williams (3) | Oracle Arena 19 596            | 9 - 32 |
| 42    | 16 janvier  | @ Utah           | D 82-109  | Lou Williams (20)     | Anthony Brown (7)     | D'Angelo Russell (4)                  | Vivint Smart Home Arena 19 911 | 9 - 33 |
| 43    | 17 janvier  | Houston          | D 95-112  | Lou Williams (20)     | Julius Randle (11)    | Kobe Bryant (9)                       | Staples Center 18 997          | 9 - 34 |
| 44    | 20 janvier  | Sacramento       | D 93-112  | Brandon Bass (18)     | Julius Randle (12)    | D'Angelo Russell (5)                  | Staples Center 18 997          | 9 - 35 |
| 45    | 22 janvier  | San Antonio      | D 95-108  | D'Angelo Russell (18) | Julius Randle (14)    | Kobe Bryant (6)                       | Staples Center 18 997          | 9 - 36 |
| 46    | 23 janvier  | @ Portland       | D 103-121 | D'Angelo Russell (21) | Julius Randle (9)     | Clarkson, Williams (3)                | Moda Center 19 728             | 9 - 37 |
| 47    | 26 janvier  | Dallas           | D 90-92   | Jordan Clarkson (18)  | Julius Randle (11)    | Jordan Clarkson (7)                   | Staples Center 18 997          | 9 - 38 |
| 48    | 28 janvier  | Chicago          | D 91-114  | Jordan Clarkson (16)  | Julius Randle (8)     | Clarkson, Russell (4)                 | Staples Center 18 997          | 9 - 39 |
| 49    | 29 janvier  | @ L. A. Clippers | D 93-105  | Julius Randle (20)    | Julius Randle (14)    | D'Angelo Russell (5)                  | Staples Center 19 445          | 9 - 40 |
| 50    | 31 janvier  | Charlotte        | D 82-101  | Kobe Bryant (23)      | Julius Randle (11)    | Kobe Bryant (3)                       | Staples Center 18 997          | 9 - 41 |

| Match               | Date match | Équipe        | Score     | Meilleur marqueur     | Meilleur rebondeur | Meilleur passeur                       | Lieux Spectateurs                | Série   |
| ------------------- | ---------- | ------------- | --------- | --------------------- | ------------------ | -------------------------------------- | -------------------------------- | ------- |
| 51                  | 2 février  | Minnesota     | V 119-115 | Kobe Bryant (38)      | Julius Randle (12) | Kobe Bryant (5)                        | Staples Center 18 997            | 10 - 41 |
| 52                  | 4 février  | @ New Orléans | V 99-96   | Kobe Bryant (27)      | Kobe Bryant (12)   | Randle, Russell (3)                    | Smoothie King Center 18 420      | 11 - 41 |
| 53                  | 6 février  | @ San Antonio | D 102-106 | Kobe Bryant (25)      | Julius Randle (17) | Bryant, Clarkson, Randle, Williams (4) | AT&T Center 18 418               | 11 - 42 |
| 54                  | 8 février  | @ Indiana     | D 87-89   | Kobe Bryant (19)      | Julius Randle (19) | D'Angelo Russell (6)                   | Bankers Life Fieldhouse 18 165   | 11 - 43 |
| 55                  | 10 février | @ Cleveland   | D 111-120 | Lou Williams (28)     | Julius Randle (8)  | Jordan Clarkson (7)                    | Quicken Loans Arena 20 562       | 11 - 44 |
| All-Star Break 2016 |            |               |           |                       |                    |                                        |                                  |         |
| 56                  | 19 février | San Antonio   | D 113-119 | Kobe Bryant (25)      | Julius Randle (15) | Jordan Clarkson (6)                    | Staples Center 18 997            | 11 - 45 |
| 57                  | 21 février | @ Chicago     | D 115-126 | Bryant, Randle (22)   | Julius Randle (12) | D'Angelo Russell (6)                   | United Center 23 143             | 11 - 46 |
| 58                  | 22 février | @ Milwaukee   | D 101-108 | Nick Young (19)       | Julius Randle (7)  | Russell, Williams (4)                  | BMO Harris Bradley Center 11 639 | 11 - 47 |
| 59                  | 24 février | @ Memphis     | D 119-128 | Jordan Clarkson (28)  | Julius Randle (14) | D'Angelo Russell (8)                   | FedExForum 18 119                | 11 - 48 |
| 60                  | 26 février | Memphis       | D 95-112  | D'Angelo Russell (22) | Julius Randle (7)  | Russell, Williams (3)                  | Staples Center 18 997            | 11 - 49 |

| Match | Date match | Équipe          | Score          | Meilleur marqueur     | Meilleur rebondeur      | Meilleur passeur              | Lieux Spectateurs                 | Série   |
| ----- | ---------- | --------------- | -------------- | --------------------- | ----------------------- | ----------------------------- | --------------------------------- | ------- |
| 61    | 1er mars   | Brooklyn        | V 101-107      | D'Angelo Russell (39) | Julius Randle (13)      | Jordan Clarkson (7)           | Staples Center 18 997             | 12 - 49 |
| 62    | 2 mars     | @ Denver        | D 107-117      | D'Angelo Russell (24) | Black, Randle (7)       | Marcelo Huertas (8)           | Pepsi Center 20 096               | 12 - 50 |
| 63    | 4 mars     | Atlanta         | D 77-106       | Julius Randle (16)    | Julius Randle (10)      | D'Angelo Russell (5)          | Staples Center 18 997             | 12 - 51 |
| 64    | 6 mars     | Golden State    | V 112-95       | Jordan Clarkson (25)  | Julius Randle (14)      | Marcelo Huertas (9)           | Staples Center 18 997             | 13 - 51 |
| 65    | 8 mars     | Orlando         | V 107-98       | D'Angelo Russell (27) | Julius Randle (11)      | Marcelo Huertas (5)           | Staples Center 18 997             | 14 - 51 |
| 66    | 10 mars    | Cleveland       | D 108-120      | Kobe Bryant (26)      | Julius Randle (9)       | Huertas, Russell (5)          | Staples Center 18 997             | 14 - 52 |
| 67    | 13 mars    | New York        | D 87-90        | Lou Williams (15)     | Julius Randle (8)       | Lou Williams (5)              | Staples Center 18 997             | 14 - 53 |
| 68    | 15 mars    | Sacramento      | D 98-106       | Lou Williams (17)     | Julius Randle (11)      | Marcelo Huertas (6)           | Staples Center 18 997             | 14 - 54 |
| 69    | 18 mars    | Suns de Phoenix | D 90-95        | Lou Williams (30)     | Julius Randle (9)       | Marcelo Huertas (10)          | Staples Center 18 997             | 14 - 55 |
| 70    | 22 mars    | Memphis         | V 107-100      | Jordan Clarkson (22)  | Julius Randle (14)      | Marcelo Huertas (7)           | Staples Center 18 997             | 15 - 55 |
| 71    | 23 mars    | @ Phoenix       | D 107-119      | Julius Randle (19)    | Julius Randle (15)      | Lou Williams (5)              | Talking Stick Resort Arena 18 191 | 15 - 56 |
| 72    | 25 mars    | Denver          | D 105-116      | Kobe Bryant (28)      | Julius Randle (18)      | Julius Randle (10)            | Staples Center 18 997             | 15 - 57 |
| 73    | 27 mars    | Washington      | D 88-101       | D'Angelo Russell (22) | Bass, Nance, Randle (7) | Bass, Clarkson, Huertas (3)   | Staples Center 18 997             | 15 - 58 |
| 74    | 28 mars    | @ Utah          | D 75-123       | Lou Williams (16)     | Jordan Clarkson (8)     | Bryant, Clarkson, Huertas (2) | Vivint Smart Home Arena 19 911    | 15 - 59 |
| 75    | 30 mars    | Miami           | V 102-100 (OT) | Jordan Clarkson (26)  | Julius Randle (14)      | Marcelo Huertas (4)           | Staples Center 18 997             | 16 - 59 |

| Match | Date match | Équipe           | Score     | Meilleur marqueur      | Meilleur rebondeur  | Meilleur passeur     | Lieux Spectateurs              | Série   |
| ----- | ---------- | ---------------- | --------- | ---------------------- | ------------------- | -------------------- | ------------------------------ | ------- |
| 76    | 3 avril    | Boston           | D 100-107 | Kobe Bryant (34)       | Julius Randle (10)  | D'Angelo Russell (6) | Staples Center 18 997          | 16 - 60 |
| 77    | 5 avril    | @ L. A. Clippers | D 81-103  | Metta World Peace (17) | Julius Randle (12)  | Julius Randle (4)    | Staples Center 19 537          | 16 - 61 |
| 78    | 6 avril    | L. A. Clippers   | D 81-91   | Kobe Bryant (17)       | Julius Randle (20)  | Marcelo Huertas (5)  | Staples Center 18 997          | 16 - 62 |
| 79    | 8 avril    | @ New Orléans    | D 102-110 | D'Angelo Russell (32)  | Roy Hibbert (6)     | Julius Randle (6)    | Smoothie King Center 18 607    | 16 - 63 |
| 80    | 10 avril   | @ Houston        | D 110-130 | Kobe Bryant (35)       | Jordan Clarkson (8) | Marcelo Huertas (7)  | Toyota Center 18 442           | 16 - 64 |
| 81    | 11 avril   | @ Oklahoma City  | D 79-112  | Kobe Bryant (13)       | Julius Randle (13)  | Marcelo Huertas (5)  | Chesapeake Energy Arena 18 203 | 16 - 65 |
| 82    | 13 avril   | Utah             | V 101-96  | Kobe Bryant (60)       | Julius Randle (9)   | Marcelo Huertas (6)  | Staples Center 18 997          | 17 - 65 |

### Confrontations en saison régulière
| Conférence Est      | Conférence Est                              | Conférence Est                              | Conférence Ouest                            | Conférence Ouest                            | Conférence Ouest                            | Conférence Ouest                            | Conférence Ouest                            |
| Division Atlantique | Division Atlantique                         | Division Atlantique                         | Division Nord-Ouest                         | Division Nord-Ouest                         | Division Nord-Ouest                         | Division Nord-Ouest                         | Division Nord-Ouest                         |
| Équipe              | Domicile                                    | Extérieur                                   | Équipe                                      | Domicile                                    | Domicile                                    | Extérieur                                   | Extérieur                                   |
| ------------------- | ------------------------------------------- | ------------------------------------------- | ------------------------------------------- | ------------------------------------------- | ------------------------------------------- | ------------------------------------------- | ------------------------------------------- |
| Boston              | 100-107                                     | 112-104                                     | Denver                                      | 109-120                                     | 105-116                                     | 111-107                                     | 107-117                                     |
| Brooklyn            | 107-101                                     | 104-98                                      | Minnesota                                   | 111-112                                     | 119-115                                     | 122-123 (OT)                                |                                             |
| New York            | 87-90                                       | 95-99                                       | Oklahoma City                               | 85-120                                      | 113-117                                     | 78-118                                      | 79-112                                      |
| Philadelphie        | 93-84                                       | 91-103                                      | Portland                                    | 93-107                                      |                                             | 96-108                                      | 103-121                                     |
| Toronto             | 91-102                                      | 93-102                                      | Utah                                        | 74-86                                       | 101-96                                      | 82-109                                      | 75-123                                      |
|                     | 2–3                                         | 2–3                                         |                                             | 2–7                                         | 2–7                                         | 1–8                                         | 1–8                                         |
| Division            | 4–6                                         | 4–6                                         | Division                                    | 3–15                                        | 3–15                                        | 3–15                                        | 3–15                                        |
| Division Atlantique | Division Atlantique                         | Division Atlantique                         | Division Nord-Ouest                         | Division Nord-Ouest                         | Division Nord-Ouest                         | Division Nord-Ouest                         | Division Nord-Ouest                         |
| Équipe              | Domicile                                    | Extérieur                                   | Équipe                                      | Domicile                                    | Domicile                                    | Extérieur                                   | Extérieur                                   |
| Chicago             | 91-114                                      | 115-126                                     | Golden State                                | 88-109                                      | 112-95                                      | 77-111                                      | 98-116                                      |
| Cleveland           | 108-120                                     | 111-120                                     | L.A. Clippers                               | 84-94                                       | 81-91                                       | 93-105                                      | 81-103                                      |
| Detroit             | 97-85                                       | 91-111                                      |                                             |                                             |                                             |                                             |                                             |
| Indiana             | 103-107                                     | 87-89                                       | Phoenix                                     | 97-77                                       | 90-95                                       | 101-120                                     | 107-119                                     |
| Milwaukee           | 113-95                                      | 101-108                                     | Sacramento                                  | 93-112                                      | 98-106                                      | 114-132                                     | 115-118                                     |
|                     | 2–3                                         | 0–5                                         |                                             | 2-6                                         | 2-6                                         | 0–8                                         | 0–8                                         |
| Division            | 2–8                                         | 2–8                                         | Division                                    | 2–14                                        | 2–14                                        | 2–14                                        | 2–14                                        |
| Division Sud-Est    | Division Sud-Est                            | Division Sud-Est                            | Division Sud-Ouest                          | Division Sud-Ouest                          | Division Sud-Ouest                          | Division Sud-Ouest                          | Division Sud-Ouest                          |
| Équipe              | Domicile                                    | Extérieur                                   | Équipe                                      | Domicile                                    | Domicile                                    | Extérieur                                   | Extérieur                                   |
| Atlanta             | 77-106                                      | 87-100                                      | Dallas                                      | 93-103                                      | 90-92                                       | 82-90                                       |                                             |
| Charlotte           | 82-101                                      | 98-108                                      | Houston                                     | 87-107                                      | 95-112                                      | 97-126                                      | 110-130                                     |
| Miami               | 102-100 (OT)                                | 88-101                                      | Memphis                                     | 95-112                                      | 107-100                                     | 96-112                                      | 119-128                                     |
| Orlando             | 107-98                                      | 99-101                                      | New Orleans                                 | 95-91                                       |                                             | 99-96                                       | 102-110                                     |
| Washington          | 88-101                                      | 108-104                                     | San Antonio                                 | 95-108                                      | 113-119                                     | 87-109                                      | 102-106                                     |
|                     | 2–3                                         | 1–4                                         |                                             | 2–7                                         | 2–7                                         | 1–8                                         | 1–8                                         |
| Division            | 3-7                                         | 3-7                                         | Division                                    | 3–15                                        | 3–15                                        | 3–15                                        | 3–15                                        |
| Conférence          | 9–22 (Domicile : 6–9 ; Extérieur : 3–12)    | 9–22 (Domicile : 6–9 ; Extérieur : 3–12)    | Conférence                                  | 8-44 (Domicile : 6–20 ; Extérieur : 2–24)   | 8-44 (Domicile : 6–20 ; Extérieur : 2–24)   | 8-44 (Domicile : 6–20 ; Extérieur : 2–24)   | 8-44 (Domicile : 6–20 ; Extérieur : 2–24)   |
| Total               | 17-65 (Domicile : 12–29 ; Extérieur : 5–36) | 17-65 (Domicile : 12–29 ; Extérieur : 5–36) | 17-65 (Domicile : 12–29 ; Extérieur : 5–36) | 17-65 (Domicile : 12–29 ; Extérieur : 5–36) | 17-65 (Domicile : 12–29 ; Extérieur : 5–36) | 17-65 (Domicile : 12–29 ; Extérieur : 5–36) | 17-65 (Domicile : 12–29 ; Extérieur : 5–36) |

## Classements
| Conférence Ouest | Conférence Ouest                | Conférence Ouest | Conférence Ouest | Conférence Ouest | Conférence Ouest | Conférence Ouest | Conférence Ouest |
| No               | Franchise                       | Vic.             | Def.             | MJ               | MR               | V/D              | GB               |
| ---------------- | ------------------------------- | ---------------- | ---------------- | ---------------- | ---------------- | ---------------- | ---------------- |
| 1                | Warriors de Golden State T      | 73               | 9                | 82               | 0                | .890             | -                |
| 2                | Spurs de San Antonio            | 67               | 15               | 82               | 0                | .817             | 6                |
| 3                | Thunder d'Oklahoma City         | 55               | 27               | 82               | 0                | .671             | 18               |
| 4                | Clippers de Los Angeles         | 53               | 29               | 82               | 0                | .646             | 20               |
| 5                | Trail Blazers de Portland       | 44               | 38               | 82               | 0                | .537             | 29               |
| 6                | Mavericks de Dallas             | 42               | 40               | 82               | 0                | .512             | 31               |
| 7                | Grizzlies de Memphis            | 42               | 40               | 82               | 0                | .512             | 31               |
| 8                | Rockets de Houston              | 41               | 41               | 82               | 0                | .500             | 32               |
|                  |                                 |                  |                  |                  |                  |                  |                  |
| 9                | Jazz de l'Utah                  | 40               | 42               | 82               | 0                | .488             | 33               |
| 10               | Kings de Sacramento             | 33               | 49               | 82               | 0                | .402             | 40               |
| 11               | Nuggets de Denver               | 33               | 49               | 82               | 0                | .402             | 40               |
| 12               | Pelicans de La Nouvelle-Orléans | 30               | 52               | 82               | 0                | .366             | 43               |
| 13               | Timberwolves du Minnesota       | 29               | 53               | 82               | 0                | .354             | 44               |
| 14               | Suns de Phoenix                 | 23               | 59               | 82               | 0                | .280             | 50               |
| 15               | Lakers de Los Angeles           | 17               | 65               | 82               | 0                | .207             | 56               |

| Division Pacifique        | V  | D  | MJ | V/D  | GB | Dom   | Ext   | Div  | Conf  |
| ------------------------- | -- | -- | -- | ---- | -- | ----- | ----- | ---- | ----- |
| Warriors de Golden StateT | 73 | 9  | 82 | .890 | -  | 39-2  | 34-7  | 15-1 | 46-6  |
| Clippers de Los Angeles   | 53 | 29 | 82 | .646 | 20 | 29-12 | 24-17 | 9-7  | 31-21 |
| Kings de Sacramento       | 33 | 49 | 82 | .402 | 40 | 18-23 | 15-26 | 8-8  | 19-33 |
| Suns de Phoenix           | 23 | 59 | 82 | .280 | 50 | 14-27 | 9-32  | 6-10 | 17-35 |
| Lakers de Los Angeles     | 17 | 65 | 82 | .207 | 56 | 12-29 | 5-36  | 2-14 | 8-44  |

## Effectif actuel
| Lakers de Los Angeles Effectif actuel |    |                        |                    |                               |
| Entraîneur : Byron Scott              |    |                        |                    |                               |
| Ailier fort                           | 2  | Drapeau des États-Unis | Brandon Bass       | LSU                           |
| Ailier fort                           | 28 | Drapeau des États-Unis | Tarik Black        | Kansas                        |
| Arrière, Ailier                       | 3  | Drapeau des États-Unis | Anthony Brown      | Stanford                      |
| Arrière                               | 24 | Drapeau des États-Unis | Kobe Bryant (C)    | Lower Merion HS, Pennsylvanie |
| Meneur, Arrière                       | 6  | Drapeau des États-Unis | Jordan Clarkson    | Missouri                      |
| Pivot                                 | 17 | Drapeau des États-Unis | Roy Hibbert        | Georgetown                    |
| Meneur, Arrière                       | 9  | Drapeau du Brésil      | Marcelinho Huertas | Coppell HS (TX)               |
| Ailier fort                           | 4  | Drapeau des États-Unis | Ryan Kelly         | Duke                          |
| Ailier fort                           | 7  | Drapeau des États-Unis | Larry Nance, Jr.   | Duke                          |
| Ailier fort                           | 30 | Drapeau des États-Unis | Julius Randle      | Kentucky                      |
| Meneur, Arrière                       | 1  | Drapeau des États-Unis | D'Angelo Russell   | Ohio State                    |
| Pivot                                 | 50 | Drapeau des États-Unis | Robert Sacre       | Gonzaga                       |
| Arrière                               | 23 | Drapeau des États-Unis | Louis Williams     | South Gwinnett HS (GA)        |
| Ailier, Arrière                       | 37 | Drapeau des États-Unis | Metta World Peace  | Saint John                    |
| Arrière                               | 0  | Drapeau des États-Unis | Nick Young         | USC                           |
| (C) Capitaine - Blessé                |    |                        |                    |                               |

## Contrats et salaires 2015-2016
| Joueur             | Poste      | Âge        | Exp        | Contrat                | Salaire 2015-2016 | Fin du contrat |
| ------------------ | ---------- | ---------- | ---------- | ---------------------- | ----------------- | -------------- |
| Joueurs actuels    |            |            |            |                        |                   |                |
| Brandon Bass       | PF         | 30         | 10         | 6 000 000 $ sur 2 ans  | 3 000 000 $       | 2017 (P)       |
| Tarik Black        | C          | 24         | 1          | 1 352 395 $ sur 2 ans  | 845,059 $         | 2016           |
| Anthony Brown      | SF         | 23         | 0          | 2 589 382 $ sur 3 ans  | 700,000 $         | 2018           |
| Kobe Bryant        | SF         | 37         | 19         | 48 500 000 $ sur 2 ans | 25 000 000 $      | 2016           |
| Jordan Clarkson    | PG         | 23         | 1          | 1 352 395 $ sur 2 ans  | 845,059 $         | 2016           |
| Roy Hibbert        | C          | 28         | 7          | 58 443 748 $ sur 4 ans | 15 592 216 $      | 2016           |
| Marcelinho Huertas | PG         | 32         | 0          | 525,093 $ sur 1 an     | 525,093 $         | 2016           |
| Ryan Kelly         | PF         | 24         | 2          | 3 374 250 $ sur 2 ans  | 1 724 250 $       | 2016           |
| Larry Nance, Jr.   | PF         | 22         | 0          | 2 363 280 $ sur 2 ans  | 1 155 600 $       | 2019           |
| Julius Randle      | PF         | 24         | 0          | 9 396 720 $ sur 3 ans  | 3 132 240 $       | 2018           |
| D'Angelo Russell   | PG         | 19         | 0          | 10 435 920 $ sur 2 ans | 5 103 120 $       | 2019           |
| Robert Sacre       | C          | 26         | 3          | 2 685 463 $ sur 3 ans  | 981,348 $         | 2016           |
| Louis Williams     | SG         | 29         | 10         | 21 000 017 $ sur 3 ans | 6 698 570 $       | 2018           |
| Metta World Peace  | SF         | 36         | 14         | 1 499 187 $ sur 1 an   | 947,276 $         | 2016           |
| Nick Young         | SF         | 30         | 8          | 21 326 174 $ sur 4 ans | 5 219 169 $       | 2018           |
| Joueurs coupés     |            |            |            |                        |                   |                |
| Jabari Brown       | SG         | 22         | 1          | -                      | 9,942 $           | -              |
| Michael Frazier II | SG         | 21         | 0          | -                      | 50,000 $          | -              |
| Jonathan Holmes    | PF         | 22         | 0          | -                      | 100,000 $         | -              |
| Robert Upshaw      | C          | 21         | 0          | -                      | 35,000 $          | -              |
|                    |            |            |            |                        |                   |                |
| Total              | Total      | Total      | Total      | Total                  | 71 663 942 $      | Différence     |
| Salary Cap         | Salary Cap | Salary Cap | Salary Cap | Salary Cap             | 70 000 000 $      | - 1 663 942 $  |
| Luxury Tax         | Luxury Tax | Luxury Tax | Luxury Tax | Luxury Tax             | 84 700 000 $      | 13 036 058 $   |

- 2016 = Joueurs qui peuvent quitter le club à la fin de cette saison.
- 2016 = Joueur agent libre restreint en fin de saison.
- 2017 (P) = Joueur ayant une option joueur en fin de saison.

## Transferts

### Échanges
| Juillet        | Juillet                                  | Juillet                                               | Juillet                |
| -------------- | ---------------------------------------- | ----------------------------------------------------- | ---------------------- |
| 9 juillet 2015 | Échange à deux équipes                   | Échange à deux équipes                                | Échange à deux équipes |
| 9 juillet 2015 | Vers Lakers de Los Angeles - Roy Hibbert | Vers Pacers de l'Indiana - Futur second tour de draft | [ 2 ]                  |

### Joueurs qui re-signent
Aucun joueur

#### Options joueur et équipe
| Date       | Joueur        | Option                                                                         |
| ---------- | ------------- | ------------------------------------------------------------------------------ |
| 21 octobre | Julius Randle | Los Angeles exerce son option d'équipe de 3 270 000 $ pour la saison 2016-2017 |

### Arrivés

#### Via draft
| Date       | Joueur           | Draft                          | Contrat                                                                          | Provenance            | Référence |
| ---------- | ---------------- | ------------------------------ | -------------------------------------------------------------------------------- | --------------------- | --------- |
| 9 juillet  | Anthony Brown    | Draft 2015, Tour 2, choix n°34 | Contrat de 2 590 000 $ sur 3 ans (Agent libre restreint en 2019)                 | Cardinal de Stanford  | [ 3 ]     |
| 10 juillet | D'Angelo Russell | Draft 2015, Tour 1, choix n°2  | Contrat de 10 400 000 $ sur 2 ans (Option d’équipe pour les saisons 2017 à 2019) | Buckeyes d'Ohio State | [ 4 ]     |
| 10 juillet | Larry Nance, Jr. | Draft 2015, Tour 1, choix n°27 | Contrat de 2 360 000 $ sur 2 ans (Option d’équipe pour les saisons 2017 à 2019)  | Cowboys du Wyoming    | [ 5 ]     |

#### Via agent libre
| Date         | Joueur             | Contrat                                                                   | Provenance                   | Référence |
| ------------ | ------------------ | ------------------------------------------------------------------------- | ---------------------------- | --------- |
| 9 juillet    | Louis Williams     | Contrat de 21 000 000 $ sur 3 ans                                         | Raptors de Toronto           | [ 6 ]     |
| 9 juillet    | Brandon Bass       | Contrat de 6 135 000 $ sur 2 ans (Option joueur pour la saison 2016-2017) | Celtics de Boston            | [ 7 ]     |
| 9 septembre  | Marcelinho Huertas | Contrat de 525,000 $ sur 1 an (Agent libre restreint en 2016)             | FC Barcelone (Espagne)       | [ 8 ]     |
| 24 septembre | Metta World Peace  | Contrat de 1 500 000 $ sur 1 an                                           | Pallacanestro Cantù (Italie) | [ 9 ]     |

#### Via Trade
| Date      | Joueur      | Provenance          |
| --------- | ----------- | ------------------- |
| 9 juillet | Roy Hibbert | Pacers de l'Indiana |

### Départs

#### Via agent libre
| Date       | Joueur          | Contrat                                                                   | Vers ¹                    | Référence |
| ---------- | --------------- | ------------------------------------------------------------------------- | ------------------------- | --------- |
| 9 juillet  | Ed Davis        | Contrat de 20 000 000 $ sur 3 ans                                         | Trail Blazers de Portland | [ 10 ]    |
| 9 juillet  | Wesley Johnson  | Contrat de 2 330 000 $ sur 2 ans (Option joueur pour la saison 2016-2017) | Clippers de Los Angeles   | [ 11 ]    |
| 9 juillet  | Jeremy Lin      | Contrat de 4 370 000 $ sur 2 ans (Option joueur pour la saison 2016-2017) | Hornets de Charlotte      | [ 12 ]    |
| 9 juillet  | Wayne Ellington | Contrat de 3 070 000 $ sur 2 ans (Option joueur pour la saison 2016-2017) | Nets de Brooklyn          | [ 13 ]    |
| 14 juillet | Jordan Hill     | Contrat de 4 000 000 $ sur 1 an                                           | Pacers de l'Indiana       | [ 14 ]    |
| 17 juillet | Ronnie Price    | Contrat de 1 500 000 $ sur 1 an                                           | Suns de Phoenix           | [ 15 ]    |

¹ Il s'agit de l’équipe pour laquelle le joueur a signé après son départ, il a pu entre-temps changer d'équipe ou encore de pays.

#### Via Trade
| Date      | Joueur                    | Vers                |
| --------- | ------------------------- | ------------------- |
| 9 juillet | Second tour de draft 2019 | Pacers de l'Indiana |

#### Via Waived
| Date       | Joueur                           | Commentaire                                               |
| ---------- | -------------------------------- | --------------------------------------------------------- |
| 20 octobre | Robert Upshaw Michael Frazier II | Non retenus dans l'équipe après les camps d’entraînements |
| 23 octobre | Jonathan Holmes                  | Non retenu dans l'équipe après les camps d’entraînements  |
| 26 octobre | Jabari Brown                     | Libéré                                                    |